# William Richardson Linton
El Rev. William Richardson Linton (Diddington, Huntingdonshire, 2 d'abril de 1850 - Ashbourne (Derbyshire), 7 d'abril de 1908), Corpus Christi College, M.A., fou un botànic i vicari anglès de la parròquia de Shirley. Es va casar amb Alice Shirley (filla del Rev. Walter Waddington Shirley i Philippa Frances Emilia Knight Shirley) el 26 de gener de 1887, i tingué una filla, Viola Marion Linton.
Linton va escriure un extens llibre sobre la flora de la regió de Derbyshire, publicat el 1903. El 1969 el llibre fou actualitzat by A.R.Clapham i publicat pel Derby Museum and Art Gallery.